# Manfred Mölgg
Manfred Mölgg (Bruneck, 3 juni 1982) is een Italiaans alpineskiër. Zijn jongere zus Manuela Mölgg is ook een alpineskiester. Hij vertegenwoordigde zijn vaderland op de Olympische Winterspelen 2006, 2010, 2014 en 2018.

## Carrière
Mölgg werd in 2003 opgenomen in de nationale ploeg van Italië. Datzelfde jaar werd hij Italiaans kampioen op de slalom. In januari 2003 maakte hij in Bormio zijn wereldbekerdebuut. In december 2003 scoorde de Italiaan, dankzij een vijfde plaats in Madonna di Campiglio, zijn eerste wereldbekerpunten. Zijn eerste podiumplaats behaalde Mölgg in januari 2004 toen hij op de slalom in Schladming tweede werd achter de Oostenrijker Benjamin Raich. Op de wereldkampioenschappen alpineskiën 2005 in Bormio eindigde hij als dertiende op de reuzenslalom, op de slalom bereikte hij de finish niet. Tijdens de Olympische Winterspelen van 2006 in Turijn wist de Italiaan niet te finishen op zowel de slalom als de reuzenslalom.
In Åre nam Mölgg deel aan de wereldkampioenschappen alpineskiën 2007. Op dit toernooi veroverde hij de zilveren medaille op de slalom, achter de Oostenrijker Mario Matt. Op de reuzenslalom eindigde hij op de negentiende plaats. Op 9 maart 2008 boekte hij in Kranjska Gora zijn eerste wereldbekerzege, nadat hij daarvoor al tien keer op het podium had gestaan. Hij won mede door deze overwinning de wereldbeker slalom in het seizoen 2007/2008. Op de wereldkampioenschappen alpineskiën 2009 In Val d'Isère eindigde de Italiaan als twaalfde op de reuzenslalom, op de slalom bereikte hij de finish niet. Tijdens de Olympische Winterspelen van 2010 in Vancouver eindigde Mölgg als zevende op de slalom en als 22e op de reuzenslalom, op de supercombinatie wist hij niet te finishen.
In Garmisch-Partenkirchen nam hij deel aan de wereldkampioenschappen alpineskiën 2011. Op dit toernooi sleepte hij de bronzen medaille in de wacht op de slalom, op de reuzenslalom eindigde hij op de zeventiende plaats. Op de wereldkampioenschappen alpineskiën 2013 in Schladming behaalde de Italiaan de bronzen medaille op de reuzenslalom, op de slalom bereikte hij de finish niet. Tijdens de Olympische Winterspelen van 2014 in Sotsji wist hij niet te finishen op zowel de slalom als de reuzenslalom.
In Beaver Creek nam hij deel aan de wereldkampioenschappen alpineskiën 2015. Op dit toernooi eindigde hij als elfde op de slalom. Op de wereldkampioenschappen alpineskiën 2017 in Sankt Moritz eindigde hij als veertiende op de slalom en als twintigste op de reuzenslalom. Tijdens de Olympische Winterspelen van 2018 in Pyeongchang eindigde Mölgg als twaalfde op de slalom en als dertiende op de reuzenslalom.

## Resultaten

### Olympische Spelen
| Jaar | Plaats      | Resultaten                                      |
| ---- | ----------- | ----------------------------------------------- |
| 2006 | Turijn      | DNF1 Slalom DNF1 Reuzenslalom                   |
| 2010 | Vancouver   | 7e Slalom 22e Reuzenslalom DNF2 Supercombinatie |
| 2014 | Sotsji      | DNF2 Slalom DNF2 Reuzenslalom                   |
| 2018 | Pyeongchang | 12e Slalom 13e Reuzenslalom                     |

### Wereldkampioenschappen
| Jaar | Plaats                 | Resultaten                   |
| ---- | ---------------------- | ---------------------------- |
| 2005 | Bormio                 | 13e Reuzenslalom DNF1 Slalom |
| 2007 | Åre                    | Slalom · 19e Reuzenslalom    |
| 2009 | Val-d'Isère            | 12e Reuzenslalom DNF2 Slalom |
| 2011 | Garmisch-Partenkirchen | Slalom · 17e Reuzenslalom    |
| 2013 | Schladming             | Reuzenslalom · DNF2 Slalom   |
| 2015 | Beaver Creek           | 11e Slalom                   |
| 2017 | Sankt Moritz           | 14e Slalom 20e Reuzenslalom  |
| 2019 | Åre                    | 18e Slalom DNS2 Reuzenslalom |

### Wereldbeker
Eindklasseringen
| Seizoen   | Algm | SL    | RS    | SG  | SC  |
| --------- | ---- | ----- | ----- | --- | --- |
| 2003/2004 | 27e  | 9e    | 23e   | -   | -   |
| 2004/2005 | 19e  | 8e    | 15e   | -   | -   |
| 2005/2006 | 56e  | 28e   | 25e   | -   | -   |
| 2006/2007 | 18e  | 5e    | 10e   | -   | -   |
| 2007/2008 | 4e   | Goud  | Brons | 35e | 51e |
| 2008/2009 | 17e  | 6e    | 19e   | 52e | 34e |
| 2009/2010 | 14e  | 12e   | 13e   | 36e | 13e |
| 2010/2011 | 19e  | 6e    | 20e   | -   | 28e |
| 2011/2012 | 41e  | 26e   | 20e   | -   | -   |
| 2012/2013 | 7e   | 5e    | 4e    | -   | -   |
| 2013/2014 | 17e  | 10e   | 16e   | -   | -   |
| 2014/2015 | 81e  | 26e   | 40e   | -   | -   |
| 2015/2016 | 33e  | 17e   | 23e   | -   | -   |
| 2016/2017 | 9e   | Brons | 21e   | -   | -   |
| 2017/2018 | 21e  | 10e   | 15e   | -   | -   |
| 2018/2019 | 26e  | 12e   | 21e   | -   | -   |
| 2019/2020 | 72e  | 22e   | 39e   | -   | -   |

Wereldbekerzeges
| Datum           | Plaats                 | Onderdeel |
| --------------- | ---------------------- | --------- |
| 9 maart 2008    | Kranjska Gora          | Slalom    |
| 1 februari 2009 | Garmisch-Partenkirchen | Slalom    |
| 5 januari 2016  | Zagreb                 | Slalom    |